# Acta Musicologica
Acta Musicologica es la revista oficial revisada por pares de la Sociedad Internacional de Musicología (IMS),  que tiene su sede en Basilea, Suiza.  Se publica semestralmente por el IMS y contiene artículos sobre investigaciones musicológicas de importancia internacional. Acta está indexada y resumida por todos los principales servicios de indexación de citas y bases de datos bibliográficas.
Las versiones en línea de Acta y sus predecesoras están disponibles en el sitio web de la revista, JSTOR y Project MUSE.

## Resumen e indexación
La revista está resumida e indexada en:
- Índice de citas de artes y humanidades
- JSTOR
- Répertorio internacional de literatura musical
- Scopus

## Lectura adicional
- Karass, Alan (2019). «Journals of the Century in Music».  En Stankus, Tony, ed. Journals of the Century. London: Taylor & Francis. ISBN 978-1-000-75792-7.